# Ranunculus niepolomicensis
Ranunculus niepolomicensis — вид квіткових рослин родини жовтецевих (Ranunculaceae). Ареал: Польща, Латвія.

## Екологія
Зростає в густих широколистих лісах, а також в алювіальних лісах і на заплавних луках біля річок.

## Морфологічна характеристика
Квітконосний пагін тонкий, 25–35(40) см. Прикореневі листки нерозділені. Найбільший прикореневий лист ниркоподібний, нерівномірно зубчастий (до 40 зубців з кожного боку). Нижнє стеблове листя ланцетне; майже сидячі або черешкове, з 6–11 великими неправильними зубцями з кожного боку. Оцвітина добре розвинена.